# クンイェ
クンイェ（弓裔）は、韓国ドラマ『太祖王建』に登場する人物である。演じた俳優は、メン・セチャン（少年期）/ キム・ヨンチョル（金英哲）（壮年期）。

## 来歴
新羅国王・キョンムン王と側室の間に生まれる。キム・ウィホンは叔父、チンソン女王は異母妹にあたる。
日官の話によると、生まれたとき、瑞気が降りて後宮の屋根の上を漂っていた。また、この日は天中佳節の5月の端午であり、誠に縁起のよい生まれと王妃に伝えた。これを聞いた王妃は、日官を脅迫する。これによって、生まれたときから歯が生え、後宮に漂う虹色の瑞気も毒気と日官は言い換えた。また、5月5日は戌衣日で悪鬼や邪神を追い払う日であり、悪鬼の類であると言い直した。キョンムン王の前で日官は、昔から端午の日の生まれは逆賊の運命を持つといわれ、しかも天候不順で空から毒気を含んだ光が降りたので、不吉な兆しと言った。
クンイェの名は、父のキョンムン王が名付けた。弓の名人という意味である。僧名はソンジョン（善宗）。

### 弥勒の世界を志す
新羅国王・キョンムン王と側室の間に生まれる。しかし、王妃はクンイェの誕生を喜ばず、宮廷から追い出そうと画策する。王妃は、日官にクンイェの生まれを不吉な兆しであると誤って告げさせ、臣下らにクンイェを宮廷から追放するようキョンムン王に要請させた。実権のないキョンムン王はどうすることもできず、弟のキム・ウィホンに処置を任せた。キム・ウィホンは、後宮を襲撃してクンイェの殺害を企てる。これを知ったクンイェ母子と乳母は後宮から逃れる。クンイェの母は捕らえられたが、乳母はクンイェの母からクンイェを預かり、ポムギョの助けもあって脱出に成功する。クンイェの母からクンイェを受け取った際、乳母の指がクンイェの左目に入ってしまい、クンイェは左目を失ってしまう。
その後は、貧困ながらも乳母の下でクンイェは成長する。しかし、新羅の追っ手から逃げ続ける日々であった。松嶽の世達寺にいるポムギョを頼りに、松嶽へ向かうが疲れきった乳母は松嶽で倒れてしまう。通りかかったワン・リュンは哀れに思い、保護する。乳母は、自分はクンイェの母ではない。あなたは新羅王室の出自であると言い残して息絶える。奇しくもその日はワン・ゴンが生まれた日でもあった。乳母死後、クンイェは世達寺へ行き、ポムギョから自分の出生の話を聞かされる。クンイェは出家し、修行に入った。
クンイェは出家してから10年余り、世達寺で修行した。その中で学問だけでなく、武芸と医術も身につけていた。座禅の最中、クンイェは弥勒菩薩の姿を見た。世達寺へ戻る際、兄弟子のチョンガンが自分の主になってくれるよう請うた。世達寺で、クンイェはポムギョに自分は弥勒の生まれ変わりであり、弥勒の世界を実現するために旅立つことを告げた。クンイェはチョンガンと共に、世達寺を出て自らの夢の実現に動き出した。

### クンイェの台頭
世達寺を出たクンイェらは、徐羅伐へ向かうワン・リュン一行について行く。その途上、山賊に襲われるも、クンイェらの奮戦と、出迎えにきたキョンフォンの援軍でこれを退ける。徐羅伐についたあと、クンイェはキム･ウィホン邸を訪ねる。キム・ウィホンは徐羅伐に留まるよう勧めるが、クンイェはこれを断った。このとき、キム･ウィホンの妻より、自分の母が生きていることを知らされる。徐羅伐を去ったクンイェは、母がいる竹州に向かった。竹州で盗賊を撃退し、シンフォン、ウォンフェと出会う。七長寺の住職をしていた母に出会うが、母はクンイェに素っ気無く接した。過去にとらわれて自分の進む道を失わないようにとの母の考えだった。
七長寺を去ったクンイェらは、シンフォン、ウォンフェの勧めで竹州の豪族キフォンのもとへ身を寄せる。ここでクンイェらは傷病者の治療にあたった。キフォンはクンイェらを戦いに連れていったが、ここでクンイェは老人・幼子を容赦なく殺害するキフォンに失望する。キフォンは北原の豪族ヤンギルとの戦いを考える。ヤンギルとの実力差を考えず、戦おうとするキフォンに危うさを感じたシンフォン、ウォンフェは、日頃のキフォンの悪行にも耐えかねてキフォンを暗殺する。クンイェはシンフォンらの勧めにより、キフォンの後を継いで竹州を治めることになった。
クンイェはヤンギルに降伏する。周囲は反対したが、狭い竹州に満足せず広い場所に出るための選択だった。ヤンギルはクンイェを気に入り、自身の娘ミヒャンを嫁がせた。クンイェは僧侶だからと断るが、強引に娶された形となった。クンイェは石南寺に派遣される。

## 能力
- 世達寺での修行中、剣術・棒術・弓術・拳法を習得した。チョンガンによると弓術の名手であり、神弓とはクンイェのことだとワン・ゴンに語っている。
- 洞察力に優れている。徐羅伐への航海中ワン・リュンに、品物に対して護衛の兵士が少ないという点を指摘している。

## その他
- クンイェ役のキム・ヨンチョルは、2000年KBS演技大賞・大賞を受賞している。